# Alexander Leipold

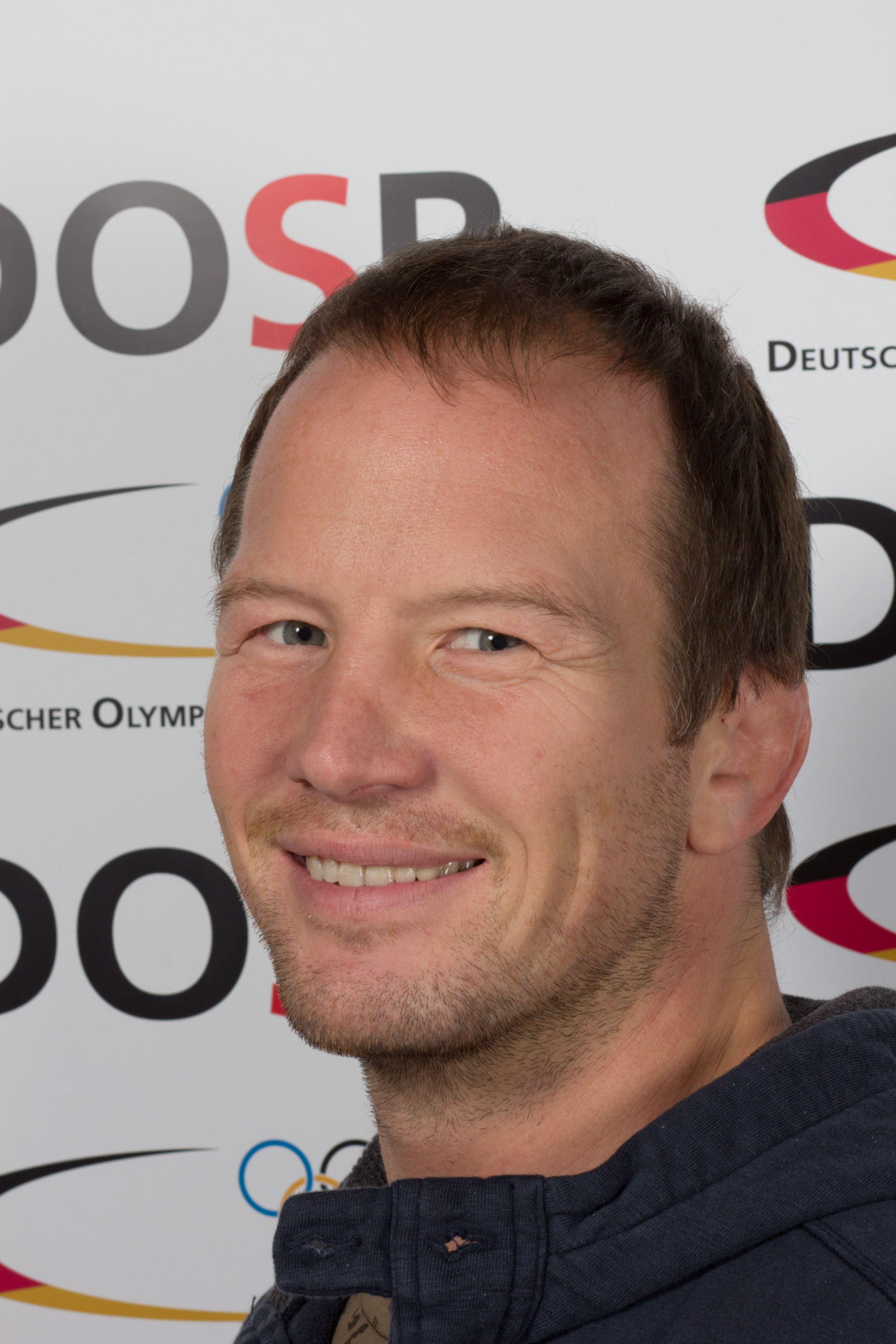
Alexander Leipold 2012

Alexander Leipold (* 2. Juni 1969 in Alzenau i. Ufr.) ist ein ehemaliger deutscher Freistilringer und aktueller Trainer.
Leipold ist einundzwanzigfacher deutscher Meister, vierfacher Europameister und zweifacher Weltmeister im Freistilringen. Er darf sich nach einem bis heute umstrittenen Dopingurteil bei den Olympischen Spielen 2000 in Sydney, bei dem ihm die Goldmedaille aberkannt wurde, auch wieder Sieger der Olympischen Spiele 2000 in Sydney nennen, trägt jedoch nicht den offiziellen Titel Olympiasieger. Alexander Leipold wurde 2010 von der „Unabhängigen DOSB-Kommission zur Überprüfung von Trainerinnen, Trainern und Offiziellen mit Dopingvergangenheit“ rehabilitiert.

## Leben
Alexander Leipold absolvierte ein Studium zum Diplom-Trainer an der Trainerakademie Köln, das er im April 2009 mit der Gesamtnote von 1,3 abschloss. Zunächst war er Nachwuchs-Bundestrainer für Freistilringen, dann Freistil-Bundestrainer der Männer. Von diesem Amt trat er im Dezember 2012 zurück. Seit 2017 ist er Trainer des Deutsche-Ringerliga-Teams KSV Ispringen.
Aufgrund einer schweren Viruserkrankung und einer daraus resultierenden Überreaktion seines Immunsystems erlitt Leipold im Juli 2003 auf einer Wettkampfreise in Usbekistan einen Schlaganfall, dem kurz darauf während der Behandlung in Deutschland zwei weitere folgten. Von dem vorübergehenden Verlust der Sprech- und Bewegungsfähigkeit konnte er sich jedoch verhältnismäßig schnell wieder erholen.
2005 kämpfte Leipold sich nach den drei Schlaganfällen erneut zum Weltmeistertitel in seiner Altersklasse (35–40 Jahre) in Teheran/Iran.
Derzeit lebt er im unterfränkischen Karlstein am Main.
Er war von 2014 bis 2020 als Vertreter der CSU Mitglied im Gemeinderat.
2021 wurde Alexander Leipold zum Vize-Präsident Sport im Deutschen Ringer-Bund (DRB) gewählt.

## Dopingaffäre bei den Olympischen Spielen 2000 in Sydney
Leipold gewann bei den Olympischen Spielen 2000 mit einem klaren Sieg (4:0) über den Amerikaner Brandon Slay die Goldmedaille. Allerdings musste er drei Tage später den Titel Olympiasieger und die Medaille wieder abgeben, da das Zehnfache des Erlaubten des Stoffes Nandrolon in seinem Blut gefunden wurde.
Das Verfahren gegen ihn wartete allerdings mit einigen Ungereimtheiten auf:
- Beim Test beinhaltete die ausschlaggebende B-Probe 85 ml und damit 35 ml mehr als bei der Abgabe von nur 50 ml; nach einem sich darauf beziehenden Einspruch Leipolds blieb der Rest der Probe unauffindbar.
- Der Stoff Nandrolon hätte Leipold in der ermittelten Konzentration (dem Tausendstel einer Tablette) nachweislich keinerlei Wettkampfvorteile gebracht.
- Nandrolon, ein dem Testosteron ähnlicher Stoff, kann auch in der erhöhten Konzentration durchaus körpereigen produziert werden. Leipold hatte in einem Wettkampf zuvor eine Hodenquetschung erlitten. In diesem Zusammenhang wurden auch immer wieder allgemein Vorwürfe laut, der erlaubte Höchstwert für Nandrolon sei willkürlich gesetzt und stehe in keinerlei sinnvollem Verhältnis zu dem Wert, ab dem der Stoff tatsächlich leistungssteigernd zu wirken beginnt.

Dennoch wurde Leipold in letzter Instanz für ein Jahr gesperrt, musste die Kosten für das Verfahren jedoch nicht selbst tragen. Da sein Fall in der Schwebe zwischen einem an sich rechtmäßig errungenen sportlichen Sieg einerseits und der Verurteilung durch die Sportdachorganisationen andererseits hängt, darf sich Leipold heute zwar wieder rechtmäßig Sieger der Olympischen Spiele 2000 in Sydney nennen, aus rechtlichen Gründen jedoch nicht den offiziellen Titel Olympiasieger tragen. Die Goldmedaille blieb ebenfalls im Besitz seines amerikanischen Finalgegners.
Eine Teilnahme als Bundestrainer an den Olympischen Spielen 2012 in London wurde ihm erlaubt.

## Sonstiges
Seit 2003 unterstützt Alexander Leipold die Stiftung Deutsche Schlaganfall-Hilfe als Botschafter.
Im Frühjahr 2014 nahm Leipold zusammen mit der Profi-Tänzerin Oana Nechiti an der siebten Staffel von Let’s Dance teil.
Im Sommer 2014 gewann er Das perfekte Promi-Dinner bei VOX.
2021 war er Coach und Co-Kommentator für die Sportart Ringen bei den RTL Sommerspielen sowie Co-Kommentator für Eurosport während den Olympischen Spielen Tokio 2020.

## Erfolge
- 21 × deutscher Meister
- 4 × Europameister
- 2 × Weltmeister
- Finalsieger der Olympischen Spiele 2000 (Sydney, Australien)
- Mastersweltmeister 2005 (Teheran)
- 1988, 6. Platz, EM in Manchester, FS, bis 68 kg, Sieger: Arsen Fadsajew, UdSSR vor Attila Podolszki, Ungarn und Bechtschet Selimow, Bulgarien
- 1989, 6. Platz, WM in Martigny, FS, bis 74 kg, Sieger: Kenneth Monday, USA vor Arsen Fadsajew und Lodoin Enchbajar, Mongolei
- 1991, 1. Platz, EM in Stuttgart, FS, bis 74 kg, vor Nasir Gadžihanov, UdSSR und Selahattin Yiğit, Türkei
- 1991, 4. Platz, WM in Warna, FS, bis 74 kg, hinter Amir Reza Khadem, Iran, Kenneth Monday und Nasir Gadžihanov
- 1992, 4. Platz, EM in Kaposvár, FS, bis 74 kg, hinter Məhəmmədsalam Qacıyev, GUS, Walentin Tschelew, Bulgarien und Krzysztof Walencik, Polen
- 1992, 11. Platz, OS in Barcelona, FS, bis 74 kg, nach Niederlagen gegen Park Jang-soon, Südkorea und János Nagy, Ungarn
- 1993, 8. Platz, WM in Toronto, FS, bis 68 kg, Sieger: Akbar Fallah, Iran vor Wadim Bogijew, Ukraine und Chris Wilson, Kanada
- 1994, 3. Platz, EM in Rom, FS, bis 74 kg, hinter Nasir Gadžihanov, Russland und Turan Ceylan, Türkei
- 1994, 1. Platz, WM in Istanbul, FS, bis 68 kg, vor Jesús E. Rodríguez Garzón, Kuba und Kenschebek Omuralijew, Kirgistan
- 1995, 1. Platz, EM in Fribourg, FS, bis 74 kg, vor Turan Ceylan und Nasir Gadžihanov
- 1995, 2. Platz, WM in Atlanta, FS, bis 74 kg, hinter Buwaissar Saitijew, Russland
- 1996, 5. Platz, EM in Budapest, FS, bis 74 kg, hinter Buwaissar Saitijew, Radion Kertanti, Slowakei, Valeri Verkušin, Mazedonien und Victor Peicov, Moldau
- 1996, 5. Platz, OS in Atlanta, FS, bis 74 kg, nach Siegen über Lazaros Loizidis, Griechenland, David Hohl, Kanada, Məhəmmədsalam Qacıyev, Aserbaidschan und Kenneth Monday und Niederlagen gegen Buwaissar Saitijew und Plamen Paskalew, Bulgarien
- 1997, 1. Platz, Weltcup in Stillwater, FS, bis 76 kg, vor Leonardo Díaz, Kuba und Pat Smith, USA
- 1997, 2. Platz, EM in Warschau, FS, bis 76 kg, nach Siegen über Ihar Kosyr, Belarus, Miroslaw Gotschew, Bulgarien, Árpád Ritter, Ungarn und Kamil Kocaoğlu, Türkei und einer Niederlage gegen Buwaissar Saitijew
- 1997, 2. Platz, WM in Krasnojarsk, FS, bis 76 kg, nach Siegen über Ari Kortehisto, Finnland, Ruslan Kinchagov, Usbekistan, Mönchbajar Tumenultsu, Mongolei und Eduard Aljaksejenka, Belarus und einer Niederlage gegen Buwaissar Saitijew
- 1998, 1. Platz, Weltcup in Stillwater, FS, bis 76 kg, nach Siegen über Dan St. John, USA, Adam Saitijew, Russland, Daniel Gonzáles Aguillera, Kuba, Majid Khodaee, Iran und Tatsuo Tomoyose, Japan
- 1998, 1. Platz, EM in Bratislava, FS, bis 76 kg, nach Siegen über Marinos Kouttoupis, Zypern, Miroslaw Gotschew, Radion Kertanti und Arajik Geworgjan, Armenien
- 1998, 3. Platz, WM in Teheran, FS, bis 76 kg, nach Siegen über Miroslav Gotschew, Pejman Dorostkar, Iran, Árpád Ritter, Mönchbajar Tumenultsu und noch einmal Pejman Dorsotkar und einer Niederlage gegen Moon Eui-jae, Südkorea
- 1999, 1. Platz, Weltcup in Spokane, FS, bis 76 kg, nach Siegen über Stephen Marianetti, USA, Pejman Dorostkar, Nicholas Ugoalah, Kanada und Walter Torrientes, Kuba
- 1999, 3. Platz, EM in Minsk, FS, bis 76 kg, nach Siegen über Ihar Kosyr, Nuri Zengin, Türkei und Radion Kertanti und einer Niederlage gegen Adam Saitijew
- 1999, 2. Platz, WM in Ankara, FS, bis 76 kg, nach Siegen über Manuel Garcia Cardona, Puerto Rico, Victor Dominguez, Spanien, Ian Du Toit, USA, Plamen Paskalew und Adem Bereket, Türkei und einer Niederlage gegen Adam Saitijew
- 2000, (Goldmedaille), OS in Sydney, FS, bis 76 kg, nach Siegen über Radion Kertanti, Yosmany Romero, Kuba, Nasir Gadžihanov, Mazedonien, Moon Eui-jae, Südkorea und Brandon Slay, USA – Disqualifikation wegen positivem Dopingtest
- 2001, 19. Platz, WM in Sofia, FS, bis 76 kg, nach einer Niederlage gegen Rewas Mindoraschwili, Georgien und einem Sieg über Wolodymyr Syrotyn, Ukraine
- 2002, 3. Platz, Weltcup in Spokane, FS, bis 74 kg, hinter Joe E. Williams, USA und Irbek Farnijew, Russland
- 2002, 6. Platz, EM in Baku, FS, bis 74 kg, nach Siegen über Radion Kertanti und Theodossios Pavlidis, Griechenland und einer Niederlage gegen Árpád Ritter
- 2002, 10. Platz, WM in Teheran, FS, bis 74 kg, nach einem Sieg über David Cubas, Peru und Niederlagen gegen Elşad Allahverdiyev, Aserbaidschan und Magomed Issagadschijew, Russland
- 2003, 2. Platz, EM in Riga, FS, bis 74 kg, nach Siegen über Carlos Dominguez Fernandez, Spanien, Sihamir Osmanov, Mazedonien und Saur Botajew, Russland und einer Niederlage gegen Árpád Ritter
- 2004, 9. Platz, EM in Ankara, FS, bis 74 kg, nach einem Sieg über Semih Arslan, Belgien und einer Niederlage gegen Emzarios Bedinidis, Griechenland

## Ehrungen
- 2013: Verdienstkreuz am Bande der Bundesrepublik Deutschland